# Vĩnh Niên
Vĩnh Niên (chữ Hán giản thể: 永年区, âm Hán Việt: Vĩnh Niên khu) là một quận thuộc địa cấp thị Hàm Đan, tỉnh Hà Bắc, Cộng hòa Nhân dân Trung Hoa. Quận này có diện tích 898 ki-lô-mét vuông, dân số năm 1999 là 792.671 người. Mã số bưu chính là 057150. Chính quyền quận đóng ở. Về mặt hành chính, quận này được chia thành 6 trấn, 14 hương.
- Trấn: Lâm Minh Quan, Đại Bắc Uông, Quảng Phủ, Vĩnh Hợp Hội, Nam Duyên Thôn, Trương Tây Bảo.
- Hương: Tiểu Long Mã, Tiểu Tây Bảo, Chính Tây, Đông Dương Trang, Tây Dương Thành, Tây Tô, Tây Hà Trang, Khúc Mạch, Lưu Hán, Giảng Võ, Lưu Doanh, Tân Trang Bảo, Giới Hà Điếm, Diệu Trại.